# إيفان نوموف
إيفان نوموف (بالمقدونية: Иван Наумов Аљабакот)‏ هو ثوري شمال مقدوني، ولد في 1870 في Veles Municipality ‏ في مقدونيا الشمالية، وتوفي في 24 أغسطس 1907 في بلدية دروغوفو ‏ في مقدونيا الشمالية.